# Washunga
Washunga est une petite communauté et une ville fantôme du comté de Kay, dans l'État d'Oklahoma, aux États-Unis. Elle est nommée d'après le chef des Indiens Kaws à la fin du XIXe siècle et au début du XXe siècle. Le mot signifie « oiseau » en langue kaw. Le nom était souvent orthographié Washungah. La ville a été établie en 1903 au siège de la tribu des Kaws, appelé Agence Kaw. Un bureau de poste a été établi à l'Agence de Kaw en 1880 et a continué jusqu'en 1918.